# 景阳
景阳（？—前251年），中国战国时期楚国的大臣。 
前312年，齐国、魏国、赵国攻打燕国，楚国派景阳救援。景阳下属选择的营地，被景阳斥责。果然，第二天其地被大水淹没。楚军进攻魏国睢丘，给了宋国。三国撤兵，魏国齐国左右围攻楚军，景阳开西和门，让齐国怀疑楚国和魏国勾结。齐军撤退。魏军无法单独面对楚军，也撤退，楚军回师。前257年，秦国围邯郸，赵告急楚，楚遣将军景阳救赵。前251年，景阳去世。